# Poule de Drente
Ne doit pas être confondu avec Poule de Dresde.

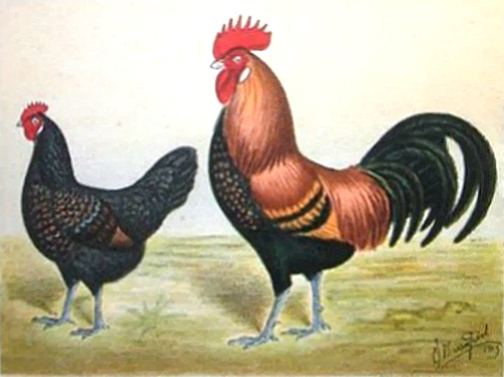
Illustration de R. Houwink (1916)

La poule de Drente est une race de poule domestique originaire des Pays-Bas.

## Description
C'est une volaille de type fermier, au port de la queue assez relevé et à l'emplumage riche et serré.

### Origine
C'est une vieille race néerlandaise, de la province néerlandaise de Drenthe où elle est élevée depuis le XVIIe siècle en race pure. La race est timide et aime les parcours en plein air. Les poules sont de bonnes couveuses.
La couleur perdrix lacé est unique à cette race.

### Standard officiel
- Masse idéale : coq : 1,7 à 1,9 kg ; poule : 1,3 à 1,5 kg
- Crête :
- Oreillons :
- Couleur des yeux :
- Couleur de la peau : blanche
- Couleur des tarses :
- Variétés de plumage : perdrix-maillé doré, perdrix-maillé argenté, doré-saumoné, argenté-saumoné
- Œufs à couver : min. 50 g, coquille blanche
- Diamètre des bagues : coq : 16 mm ; poule : 14 mm

## Sources
- Le Standard officiel des volailles (Poules, oies, dindons, canards et pintades), édité par la Société centrale d'aviculture de France.